# الجديد (السعودية)
مركز الجديد هو أحد المراكز الإدارية التابعة لمحافظة تيماء في منطقة تبوك بالمملكة العربية السعودية، يبعد مسافة 80 كم شمال تيماء.